# Die neuen Männer
Die neuen Männer ist das zehnte Studioalbum der deutschen A-cappella- und Popband Die Prinzen, das im Oktober 2008 erschien.

## Entstehung und Veröffentlichung
Die Erstveröffentlichung von Die neuen Männer erfolgte am 3. Oktober 2008 bei Ariola. Das Album erschien in seiner Originalausführung als CD und Download mit zwölf Titeln (Katalognummer: 88697276402). Am 13. Februar 2009 erschien eine „Premium Edition“ mit drei Bonustiteln und einer Bonus-CD mit A-Capella-Aufnahmen (Katalognummer: 88697443382).
Geschrieben wurden die Lieder von den Prinzen-Mitgliedern, teils unter Mitwirkungen der Koautoren David Bronner, Robin Grubert, Mustafa Gündoğdu (Mousse T.), Annette Humpe, Stavros Ioannou, Frank Ramond, Errol Rennalls, Nils Ruzicka, Maya Singh, Annika Line Trost, Steve van Velvet, Jovanka von Willsdorf, Stefanie Werner und Ali Zuckowski. Die Koautoren Ioannou, Mousse T., Ruzicka und van der Toorn sowie Hans-Martin Buff zeichneten für die Produktion verantwortlich. Mit Koautor und Produzent Steve van Velvet nahm die Band bereits den Charthit Deutschland auf; Autorin Annette Humpe ist die langjährige Produzentin und Entdeckerin der Band.

## Inhalt und Stil
Thematisch setzen sich Die Prinzen auf dem Album unter anderem mit dem Thema Mann-Frau auseinander (Frauen sind die neuen Männer). Zwischen vielen sentimentalen Stücken (z. B. Nie wieder Liebeslieder oder Angst, dass du gehst) befinden sich auch zwei Lieder auf dem Album, die mit dem Thema „Denglisch“ spielen (Be cool speak Deutsch und My Friend).

## Titelliste

### Standard-/Premium-Edition
1. Frauen sind die neuen Männer – 3:28 (Steve van Velvet, Die Prinzen)
2. Monster – 3:57 (Tobias Künzel, Annette Humpe)
3. Immer anderer Meinung – 4:09 (Die Prinzen)
4. Warum ausgerechnet ich – 3:06 (Stravros Ioannou, Jens Sembdner, Maya Singh, Die Prinzen)
5. Leben strengt an – 3:27 (Jovanka von Willsdorf, Die Prinzen)
6. Aufgehört – 3:39 (Stravros Ioannou, Die Prinzen)
7. Kommata – 2:43 (Annika Line Trost, Die Prinzen) (Nur auf der Premium-Edition)
8. Nr.1 – 2:59 (Die Prinzen) (Nur auf der Premium-Edition)
9. Nüchtern bin ich schüchtern – 3:57 (Sebastian Krumbiegel, Annika Line Trost) (Nur auf der Premium-Edition)
10. Nie wieder Liebeslieder – 3:30 (Ali Zuckowski, Stefanie Werner, Robin Grubert)
11. My Friend – 5:59 (David Bronner, Krumbiegel)
12. Be Cool, Speak deutsch – 3:35 (Frank Ramond, Die Prinzen)
13. Angst, dass du gehst – 4:03 (Die Prinzen)
14. Biste dabei – 3:18 (Mousse T., Stravros Ioannou, Errol Rennalls, Die Prinzen)
15. Zurück ins Paradies – 3:29 (David Bronner, Hans-Martin Buff, Die Prinzen)

### A-cappella
1. Frauen sind die neuen Männer
2. Monster
3. Immer anderer Meinung
4. Leben strengt an
5. Aufgehört
6. Kommata
7. Nr.1
8. Nie wieder Liebeslieder
9. Be Cool, Speak deutsch
10. Angst, dass du gehst
11. Biste dabei

## Singleauskopplungen
| Jahr | Titel                        | Höchstplatzierung, Gesamtwochen, AuszeichnungChartsChartplatzierungen (Jahr, Titel, , Platzierungen, Wochen, Auszeichnungen, Anmerkungen) | Anmerkungen                             |
| Jahr | Titel                        | DE | Anmerkungen                             |
| ---- | ---------------------------- | --- | --------------------------------------- |
| 2008 | Frauen sind die neuen Männer | DE64 (6 Wo.)DE | Erstveröffentlichung: 5. September 2008 |
| 2009 | Be Cool, Speak deutsch       | DE100 (1 Wo.)DE | Erstveröffentlichung: 6. Februar 2009   |

## Chartplatzierungen
| ChartsChartplatzierungen | Höchstplatzierung | Wochen |
| ------------------------ | ----------------- | ------ |
| Deutschland (GfK)        | 42 (4 Wo.)        | 4      |